# Воронович, Иван Григорьевич
Иван Григорьевич Воронович — советский хозяйственный, государственный и политический деятель.

## Биография
Родился в 1904 году в деревне Ровины. Член КПСС с 1928 года.
С 1924 года — на хозяйственной, общественной и политической работе. В 1924—1956 гг. — уполномоченный ОГПУ, оперуполномоченный НКВД, участник Великой Отечественной войны, следователь, старший следователь, начальник следственной части, начальник УНКГБ Минской области, заместитель начальника следственного отдела НКГБ БССР, начальник УНКГБ-УМГБ Полесской области, начальник УМГБ Полесской области, начальник УМГБ Полоцкой области, начальник УМВД Полоцкой области, начальник управления милиции Белорусской ССР, начальник УМВД Полоцкой области, начальник УМВД Витебской области.
Умер в Москве в 1972 году.